# Чорненьке (Любіжнянське лісництво, квартал 6)
Чорненьке — заповідне урочище місцевого значення. Об'єкт розташований на території Надвінянського району Івано-Франківської області, Любіжнянське лісництво, квартал 6, виділи 6, 7.
Площа — 20,4000 га, статус отриманий у 1988 році.